# Mi-26 (航空機)
Mi-26
- 用途：輸送
- 製造者：ミル設計局
- 運用者

  -  ロシア
  -  ウクライナ
- 初飛行：1977年12月14日
- 生産数：276機
- 生産開始：1981年
- 運用開始：1983年
- 運用状況：現役

Mi-26（ロシア語:Ми-26 NATOコードネーム：Halo"ヘイロー"）は、ソビエト連邦/ロシアの軍、民間用大型輸送ヘリコプターである。現在生産されているヘリコプターにおいて世界最重を誇る。Mi-26は世界初の8枚翼を持つヘリコプターである。

## 開発
Mi-26は、史上最大の貨物容積を持つ、軍用及び民間用の輸送ヘリコプターとして、1970年代に開発された。初号機は1977年12月14日に初飛行し、1983年からソビエト連邦軍にて就役が始まった。
大型ヘリコプターのMi-6と比べて重量がわずかに重い程度のMi-26であるが、ペイロードはMi-6の12トンと比して20トン以上ある。また、1発のエンジンが停止した場合でも、エンジンロード・シェアシステムにより飛行が可能である。
機体は、シングルローター式であり、胴体上部にターボシャフトエンジンを2基搭載する。テール・ローターは胴体後部より伸びたテール・ブームの先に設置されている。
1980年代より就役が開始されている。

## 運用

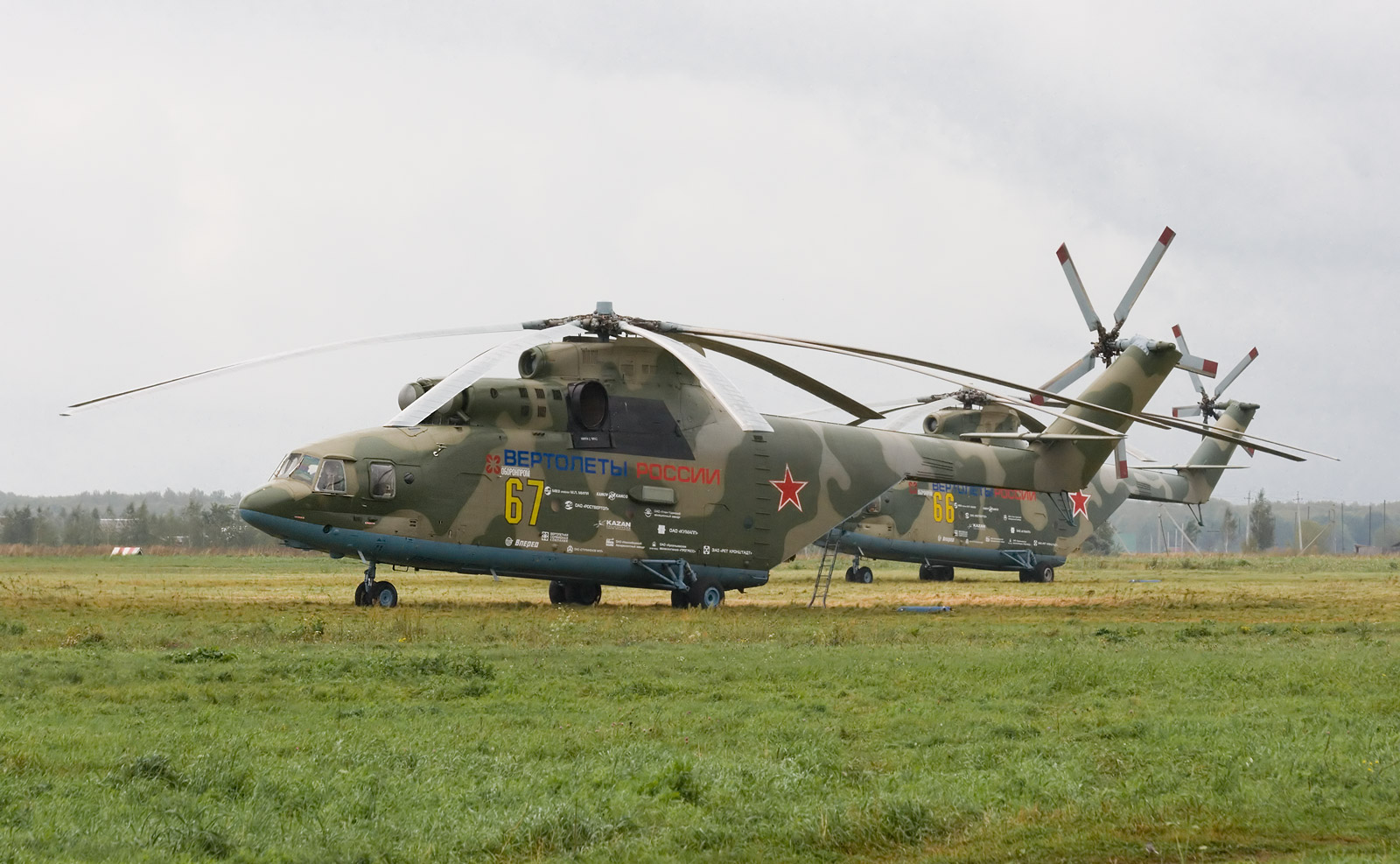
ロシア空軍のMi-26

1986年4月26日に発生したチェルノブイリ原子力発電所事故では、Mi-8などと共に上空から砂・鉛・ホウ素などを散布しての消火活動を行った。これらの機体は全てが高レベルの放射性物質で汚染されているため、放射性廃棄物として発電所周辺に遺棄されている。
2002年8月19日、チェチェンの分離独立派が地対空ミサイルでMi-26を攻撃し、機体は地雷原に墜落した。これによりヘリコプターの乗員やロシア連邦軍兵士が127名死亡している。調査の結果、墜落の主要因は定員80名のMi-26に150名近く搭乗させるという極端な過積載であったことが判明した。1997年の時点で、過積載を禁止する命令が出されていたが、このケースではそれが守られていなかったことが明らかになった。
これを受けて、ロシア連邦大統領ウラジーミル・プーチンは軍の責任を調査するように命じ、墜落機の司令官には規則違反で有罪判決が下された。また、当該機を撃墜したチェチェン人は2004年4月に終身刑に処せられた。
2008年5月12日に発生した四川大地震では、復興作業で2機のMi-26が使用された。1機はロシアからの救援隊、もう1機は中国の中国飛龍専業航空のMi-26Tが災害地へ派遣された。
いずれも機材の輸送が主な任務であった。
2011年12月16日に新たに量産が始まり、2機が東方軍管区に編入された。

## 派生型

### 試作機
V-29
試作機

### 量産機
Mi-26ヘイローA
軍用輸送型。
Mi-26MSヘイローB
医療輸送型。
Mi-26SヘイローC
チェルノブイリ原子力発電所事故に投入された型式で薬剤を散布できる。
Mi-26PヘイローD
63人乗りの民間企業向けの輸送機型。
Mi-26PKヘイローE
側面に大型のクレーンを搭載した重量物輸送型。
Mi-26TヘイローF
Mi-26を民間輸送に転用した型式、
Mi-26TC/TSヘイローF
Mi-26Tの輸出型。
Mi-26TMヘイローG
大型クレーンを持つ重量物輸送型。
Mi-26TPヘイローH
消防用の基本型。
Mi-26TZヘイローI
空中給油機型
Mi-26T2ヘイローJ
全天候機能付加・乗員3名に増員・操縦席にスクリーンが追加された型式。
Mi-26T2VヘイローJ
航空宇宙部隊の近代化型で2018年8月に初飛行した。

### 計画機
Mi-26A
Mi-26の航法システムを強化した型式で、1985年に初飛行したが量産されなかった。
Mi-26M
エンジンを換装したMi-26で、1998年に完成したが量産されなかった。

### 実験機
Mi-26NEF-M
対潜哨戒ヘリコプターの実験機。
Mi-26PP
電子戦型の実験機。

## 性能・主要諸元

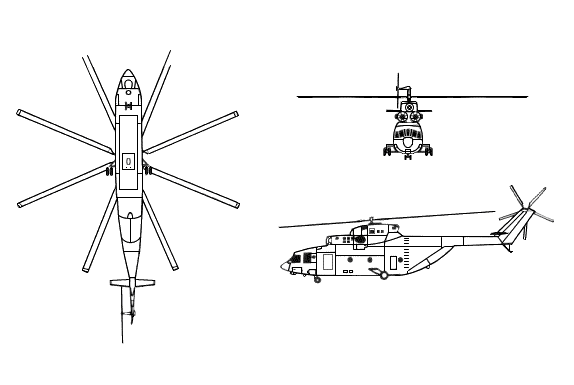
Mi-26の三面図

### 諸元
- 乗員：5名（操縦士2名、航法士1名、航空機関士1名、搭載貨物の重量配分や搭載位置などを担当するロードマスター1名）
- 定員：80名（最大150名）
- ペイロード：20トン
- 長さ：40.025m
- 主回転翼直径：32.00m
- 高さ：8.145m
- 空虚重量：28.2t
- 最大離陸重量：56t
- 発動機：ZMKBイーフチェンコ＝プロフレース D-136ターボシャフトエンジンx2（各11,240馬力）

### 性能
- 超過禁止速度

295km/h
- 航続距離

1,952km
- 上昇限度

4,600m

## 運用国
ベラルーシ

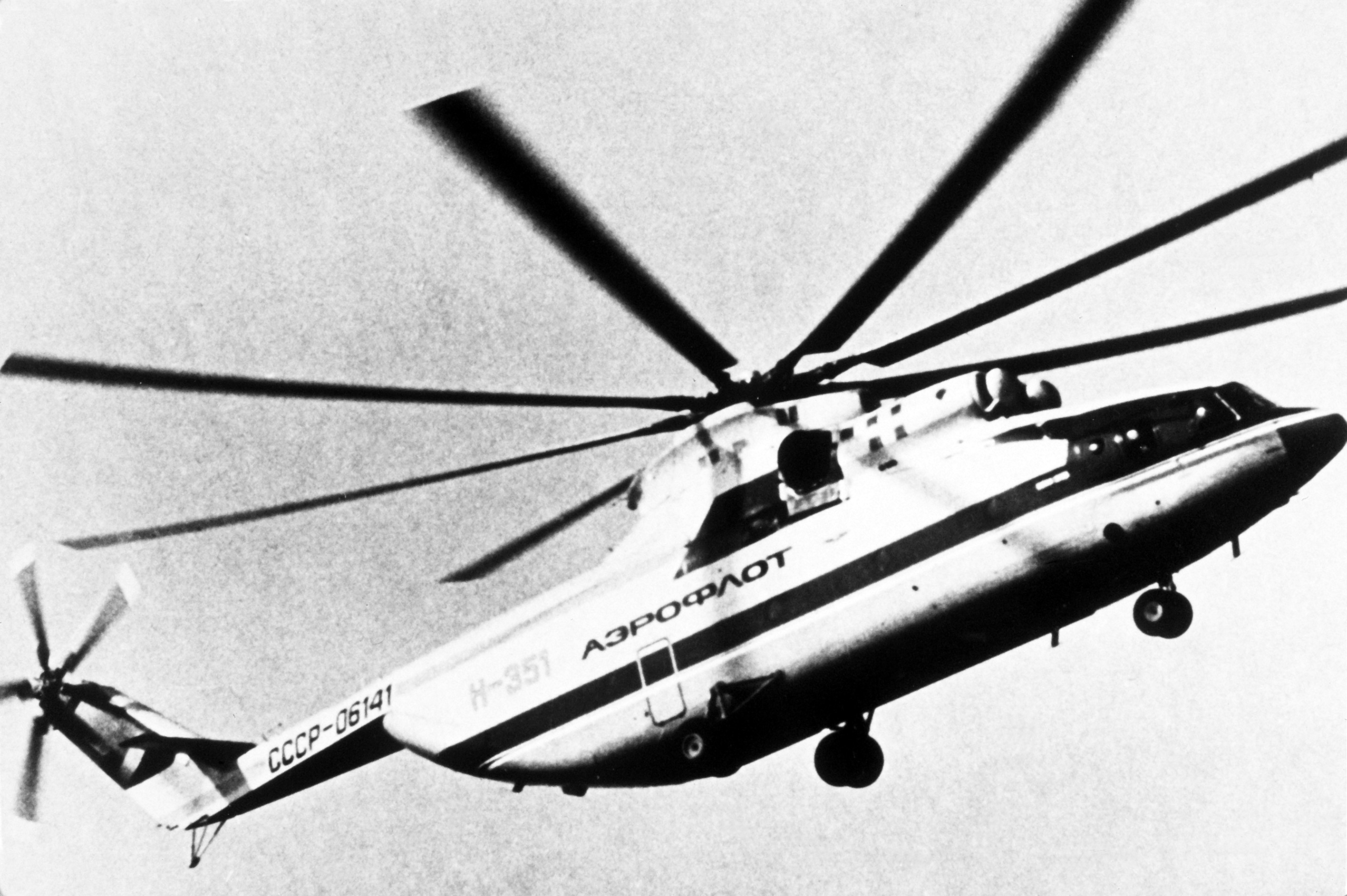
アエロフロート（ソ連時代）のMi-26

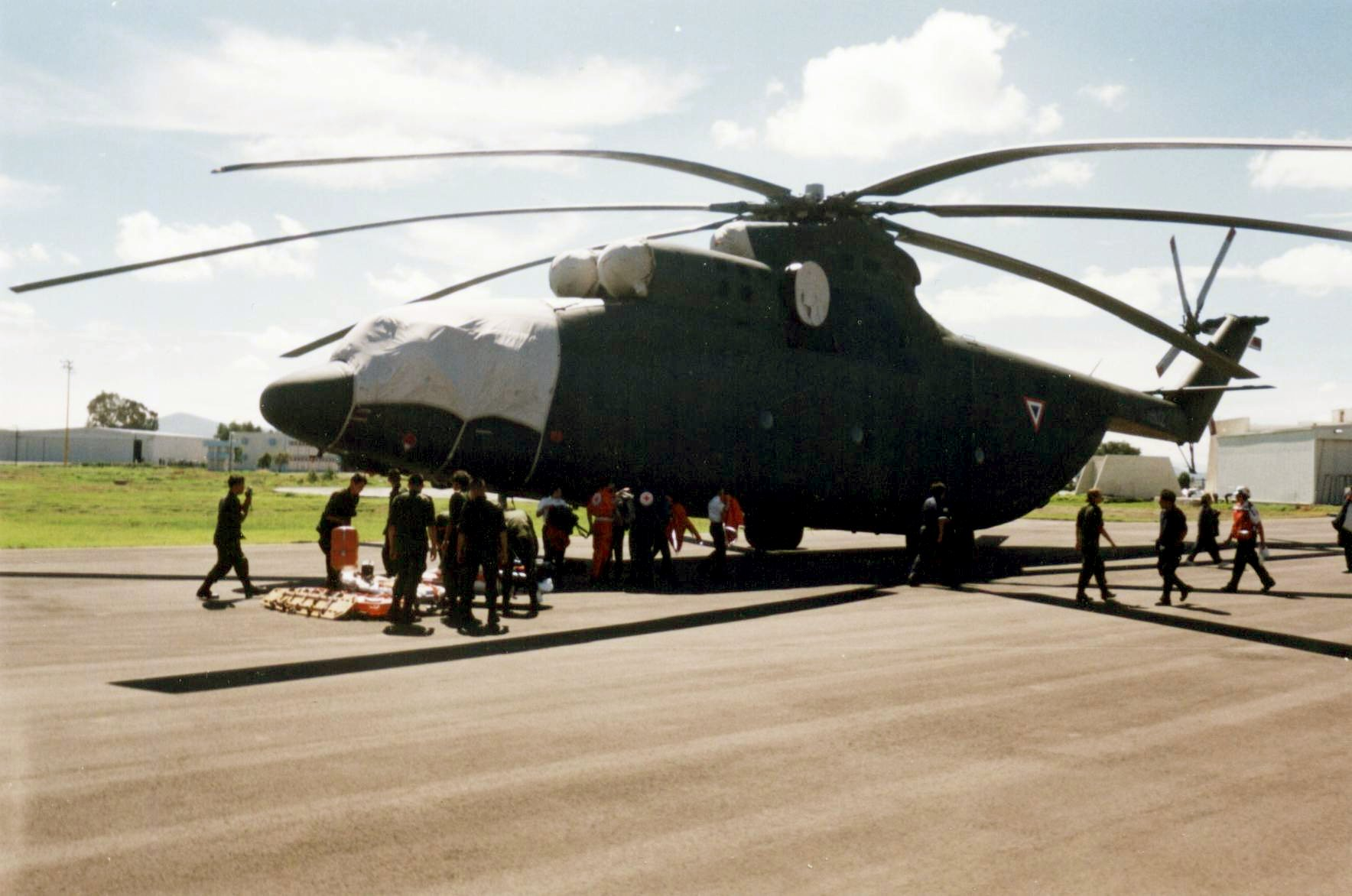
メキシコ空軍のMi-26

- ベラルーシ空軍 - 10機運用、5機保管。

 コンゴ民主共和国
- コンゴ空軍 - 1機導入。

 インド
- インド空軍 - 2024年時点で、1機のMi-26を保有[1]。

 カザフスタン
- カザフスタン防空軍 - 2023年時点で、4機のMi-26を保有[2]。

 ラオス
- ラオス空軍 - 1機運用中。

 メキシコ
- メキシコ空軍 - 2機導入、1機事故で破損、残り1機は退役済み。

 ネパール
- ネパール空軍 - 2機導入。

 北朝鮮
- 朝鮮人民軍空軍 - 4機運用中.

 ペルー
- ペルー空軍 - 1機運用中、2機が保管。
- ペルー陸軍

 ロシア
- ロシア空軍 - 25機運用中。
- ロシア陸軍

 ソビエト連邦

東日本大震災の被災地支援のため新潟空港へ飛来したロシア民間防衛問題・非常事態・自然災害復旧省のMi-26

- ソ連空軍 - ソビエト消滅後ロシア空軍に引き継がれた。
- ソ連陸軍

 ウクライナ
- ウクライナ空軍 - 10機運用中、8機が保管。
- ウクライナ陸軍

 ウズベキスタン
- ウズベキスタン空軍および防空軍 - 2023年時点で、1機のMi-26を保有[3]。

 ベネズエラ
- ベネズエラ空軍 - 3機運用中。

### 民間用
カナダ

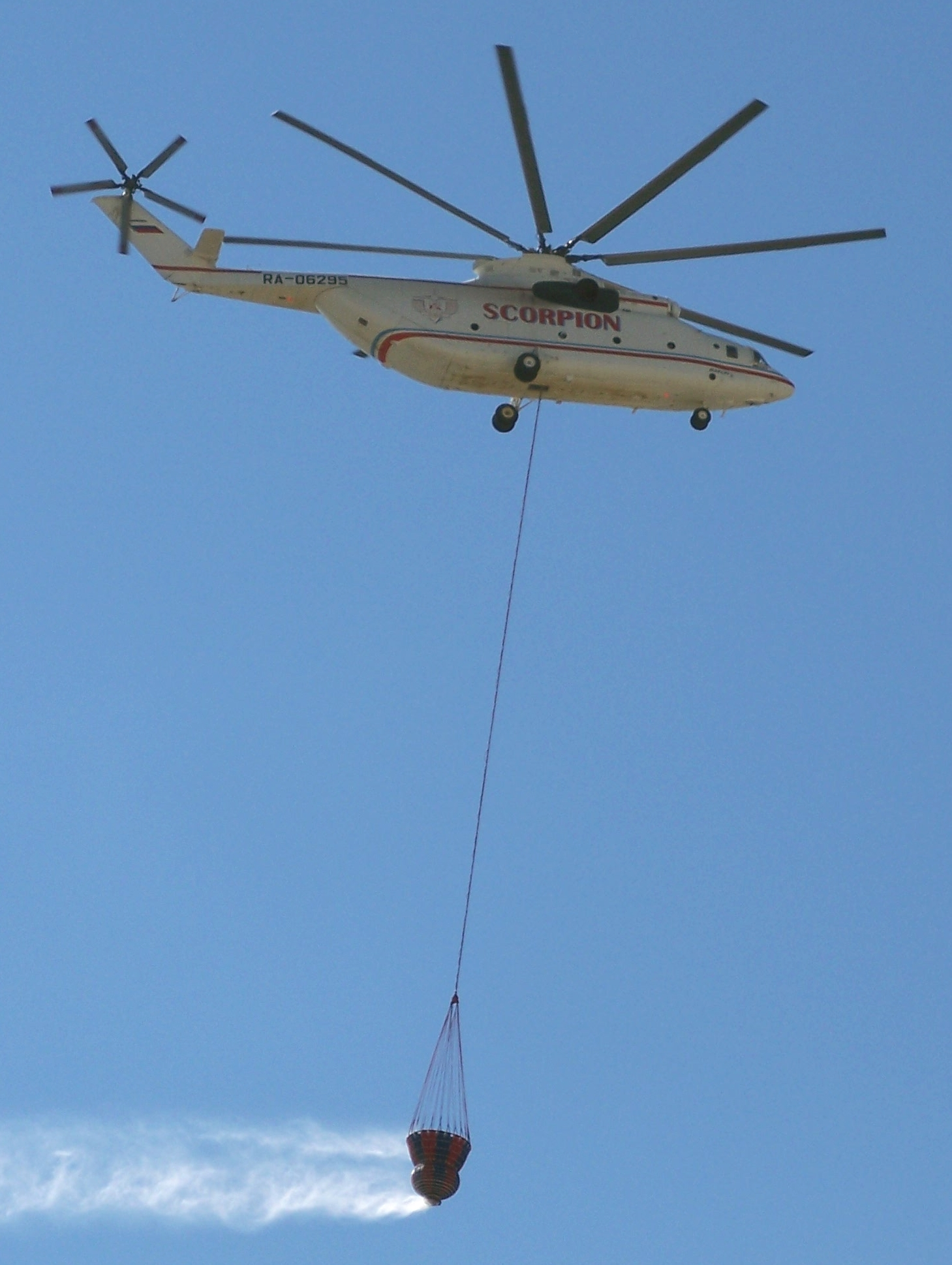
消火活動をデモンストレーションするMi-26TC

- Airborne Energy Solutions - 1機のMi-26をUTエアー航空から買取。

 中華人民共和国
- 中国飛龍専業航空 - 2機のMi-26Tを運用中。

 ギリシャ
- Mi-26T

 インド
 イタリア
- Corpo Forestale dello Stato - Mi-26T数機を消火活動に運用中。

 ラオス
 ペルー
 ロシア
- アエロフロート・ロシア航空
- ウラジオストク航空
- UTエアー

 ソビエト連邦
- アエロフロート

## 登場作品

### アニメ
『ゴジラ S.P ＜シンギュラポイント＞』

### 映画
『ガーディアンズ』
クラコフに操られ、Mi-8と共にオスタンキノ・タワーの移動やモスクワ・シティの送信設備建設に利用される。
『ダイ・ハード/ラスト・デイ』
イリーナ率いるチャガーリンの手下がチェルノブイリ原子力発電所の濃縮ウランの輸送および、逃走用に用意する。しかし、ジャックの攻撃でイリーナの父、ユーリが孤立したため、それを援護するために離陸させ、GSh-30-2機関砲で機銃掃射を加えるが、キャビンに忍び込んだジョン・マクレーンが積んであったトラックを発進させ、バランスが崩れ、制御不能に陥る。また、その状態でジャックがユーリを突き落としたため、テールローターに巻き込まれてユーリは死亡する。その後、どうにかトラックを落とし、再度機銃掃射を加えようと試みるも、イリーナが操縦桿を強引に操作したことにより建物に突っ込んで爆発・墜落する。

### ゲーム
『コール オブ デューティ モダン・ウォーフェア3』
Act II「Iron Lady」にて、AC-130パートの際のターゲットとして登場する。
『マーセナリーズ』
ロシアン・マフィアが使用する輸送ヘリコプターとして登場する。プレイヤーは操縦不可。
『マーセナリーズ2 ワールド イン フレームス』
アジアン軍とソラーノ軍、PMCが使用するヘリコプターとして登場する。名称が異なっており、アジアン軍が使用するものは「J・ウィンド重輸送ヘリ」という名称で、ソラーノ軍が使用するものは「コンドル」の名称で登場する。

『マブラヴ オルタネイティヴ トータル・イクリプス』
ソビエト連邦軍の大型輸送ヘリとして登場。